# House of Pain
A House of Pain egy ír-amerikai hardcore rapegyüttes. A '90-es évek közepén három albumot adtak ki, még mielőtt Everlast, a frontember úgy döntött, hogy újból belevág szólókarrierjébe. A csapatot legtöbben a Jump Around című szám révén ismerik.

## Az együttes

### A berobbanás
Everlast egy rövid szólókarrier (Forever Everlasting, 1990) után összeállt Dj Lethal-lel és Dannyboy-jal – akivel még a gimiben barátkozott össze – hogy megalapítsa a House of Pain-t. A csapat a Tommy Boy Records-höz igazolt, a Fine Malt Lyrics című bemutatkozó albumuk (1992) platina lett, rajta a "Jump Around" című slágerrel, aminek a zenéjét a befutott lemezlovas és producer, Dj Muggs, az egyik Cypress Hill tag írta.
A zenekart ír-amerikai betyárokként ismerhette meg a közönség (Lethal valójában lett származású). Áttörésük után különféle  rap és alternatív-rock zenekarokkal turnéztak együtt.

### Sample-ök
Itt olvashatsz azokról a számokról, melyekben egy másik dalt használtak fel
- Jump around (album: Fine Malt Lyrics)
  - sample: Bob & Earl – Harlem Shuffle

## Kiadványok

### Albumok (LPs)
| Borító | Info |
| ------ | --- |
|        | Truth crushed to Earth shall Rise Again Kiadás dátuma: 1996. október 10. Kiadó: Tommy Boy Records Státusz: Platinalemez Producer: Everlast, Dj Lethal Billboard 200 chart helyezett: #47, R&B/Hip-Hop chart helyezett: #31 Hits: Fed up, Pass the Jin                        |
|        | Same as it ever was Kiadás dátuma: 1994. június 28. Kiadó: Tommy Boy Records Státusz: Aranylemez Producer: Dj Muggs, Dj Lethal Billboard 200 chart helyezett: #12, R&B/Hip-Hop chart helyezett: #12 Hits: Who's the man, Back from the dead, On point                        |
|        | Fine Malt Lyrics Kiadás dátuma: 1992. július 21. Kiadó: Tommy Boy Records Státusz: Platinalemez Producer: Dj Muggs, Dj Lethal Billboard 200 chart helyezés: #14, R&B/Hip-Hop chart helyezés: #16 Hits: Top o' the morning to ya, Shamrocks and Shenanigans, Guess Who's back |